# Goa’uld nyelv
A Goa’uld nyelv egy mesterséges nyelv, amelyet a Csillagkapu című sci-fi sorozat szereplői beszélnek.

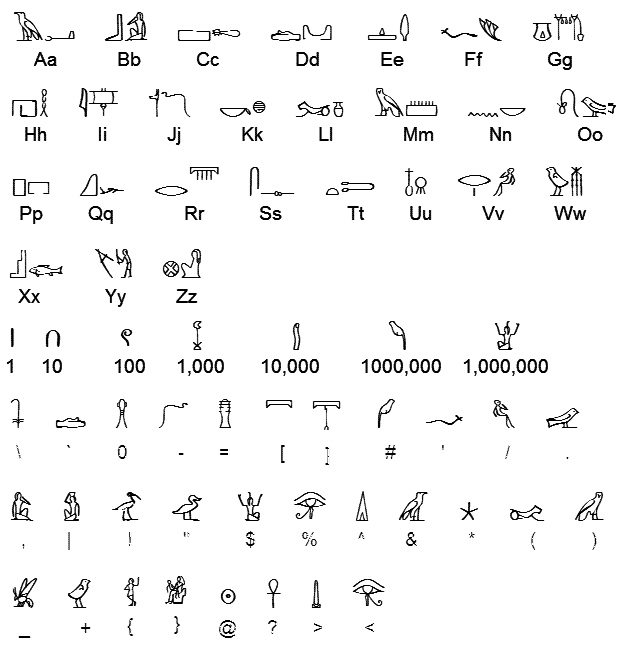
Goa’uld ábécé

## Felépítése
Ez a nyelv a legfontosabb kommunikációs csatorna a Goa’uld, a Tok’ra és a Jaffa faj között a P3X-888-as bolygón. Eredete az Unas nyelv, több dialektusban létezik. A Goa’uld szó istent jelent, így a nyelv az istenek nyelve. A beszélt Goa’uld nyelv hangzásában durva, hirtelen kiejtett hangok jellemzik. A szavakban a mássalhangzók közül az „r” és a „k” dominál. A nyelv folyamatosan fejlődik, a faj katonai jellege miatt nagyon sok katonai kifejezést tartalmaz. Írásos formája hasonlít az egyiptomi hieroglifákhoz.

## Goa’uld szótár
| Goa’uld nyelv    | Magyar nyelv         | Goa’uld nyelv | Magyar nyelv             | Goa’uld nyelv | Magyar nyelv                     | Goa’uld nyelv | Magyar nyelv |
| ---------------- | -------------------- | ------------- | ------------------------ | ------------- | -------------------------------- | ------------- | ------------ |
| Harsesis         | két Goa’uld gyermeke | Oma Desala    | anya természet           | Semue         | Segítség!                        | Tok           | ellen        |
| Ha’shak          | nyápic               | Pel’tak       | űrhajó hídja             | Shol’va       | áruló                            | Tok’ra        | Ra ellen     |
| Hoktar           | fejlettebb ember     | Printa        | fiatal szimbióta         | Tal shak      | Mozgás!, Menj!, Gyerünk!         | Tuat          | Alvilág      |
| Jaffa            | harcos, szolga       | Ral tora ke   | Sok szerencsét!          | Tau’re        | Föld                             | Chaapa'co     | szuperkapu   |
| Kel              | üdv                  | Krenek        | hódol vminek vagy vkinek | Kelnoreem     | meditáció                        | Kree’tall     | Figyelj ide! |
| Ryn              | csillag              | Kheb          | mennyország              | Kree!         | Vigyázz!, Figyelj!, Koncentrálj! | Desala        | természet    |
| Shel Kek Nem Ron | Szabadon halok meg   | Oma           | anya                     | Tal’mac...    | Én vagyok... A nevem...          | Kal’ma        | gyermek      |
| Kalash           | lélek                | Tal’pat’ryn   | hullócsillag             | Talbet        | Fegyvert le!                     | A’roush       | falu         |
| Chaapa’ai        | csillagkapu          | Kek           | halál, gyengeség         | Ash’rak       | fejvadász                        | Tek Ma Te     | Üdvözöllek!  |
| Chel nok'n       | nem semmi            | Klavel ha     | Túl késő                 | Leaa          | figyelni                         | Niss trah     | Itt vagyok   |
| Hak'tyl          | szabadság            | Ring kol nok  | stratégia                | Tak           | trükk                            | Tal           | várni        |
| Hol              | stop                 | Mak lo onak!  | istenem!                 | Nok           | most                             | Quell shak    | kérem        |
| Shim'roa         | nászút               | Teltac        | teherhajó                | Vo'cume       | holografikus kivetítő            | Sim'ka        | jegyes       |
| Shin tel?        | Mi történik?         | Ha'tak        | anyahajó                 | Cal mah       | szentély                         | Alkesh        | bombázó      |
| Kah'ne           | barát                | Fi nu         | befejezni                | Hi'ato        | járni                            | Mai'tac       | átkozott     |

## Fordítás
- Ez a szócikk részben vagy egészben  a   Goa’uld című angol Wikipédia-szócikk fordításán alapul.  Az eredeti cikk szerkesztőit annak laptörténete sorolja fel. Ez a jelzés csupán a megfogalmazás eredetét és a szerzői jogokat jelzi, nem szolgál a cikkben szereplő információk forrásmegjelöléseként.